# Топольки (Красноярский край)
Топольки — поселок в Минусинском районе Красноярского края. Входит в состав Селиванихинского сельсовета.

## История
В 1976 г. Указом Президиума ВС РСФСР поселок сельхозфермы переименован в Топольки.

## Население
| 2010 |
| ---- |
| 486  |